# جعفر أباد (إقليد)
جعفر أباد (بالفارسية: جعفرآباد) هي قرية تقع في البلدة المركزية في إيران. يقدر عدد سكانها بـ 14 نسمة .